# Scott Robinson

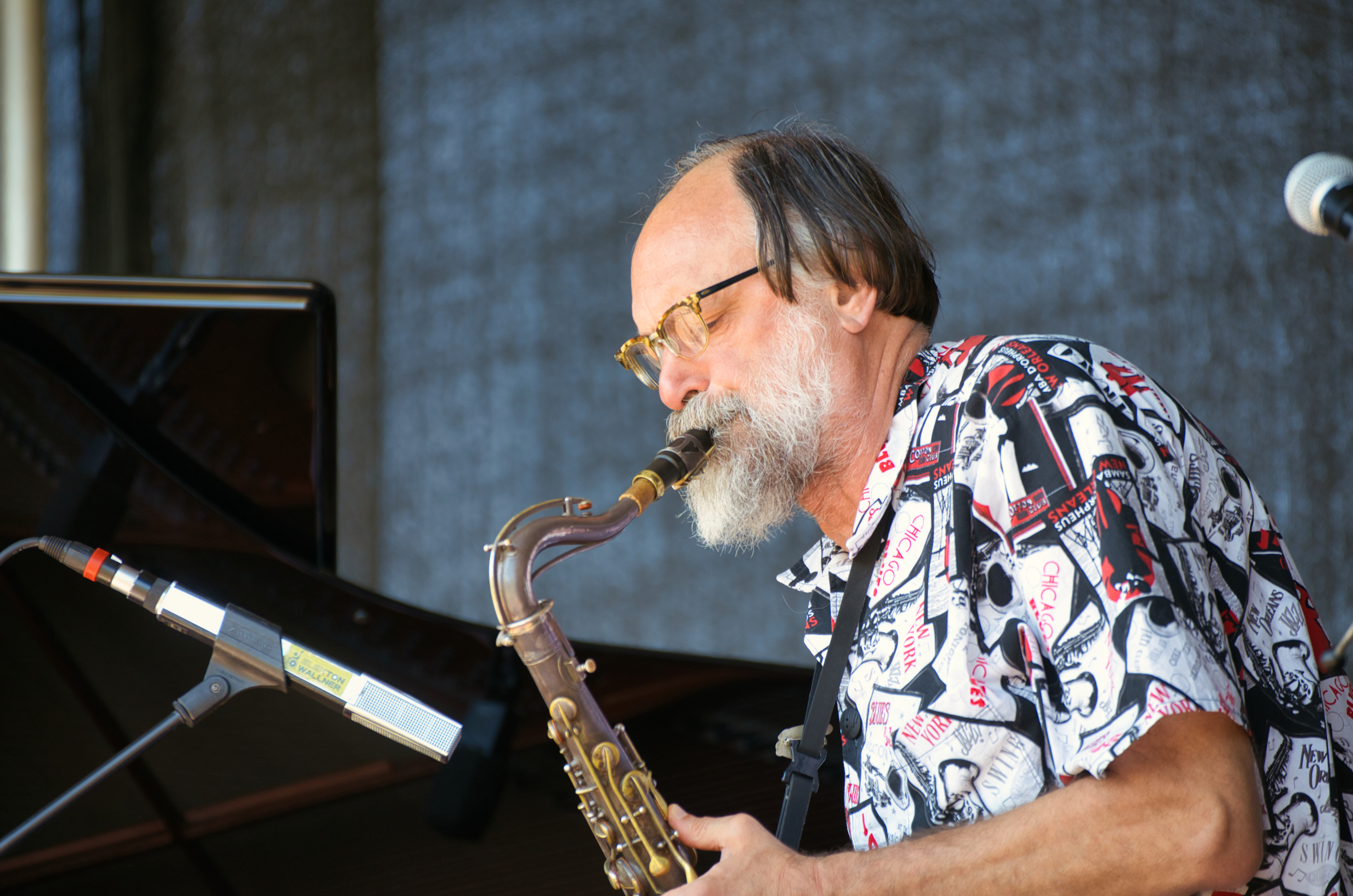
Scott Robinson auf dem INNtöne Jazzfestival 2025

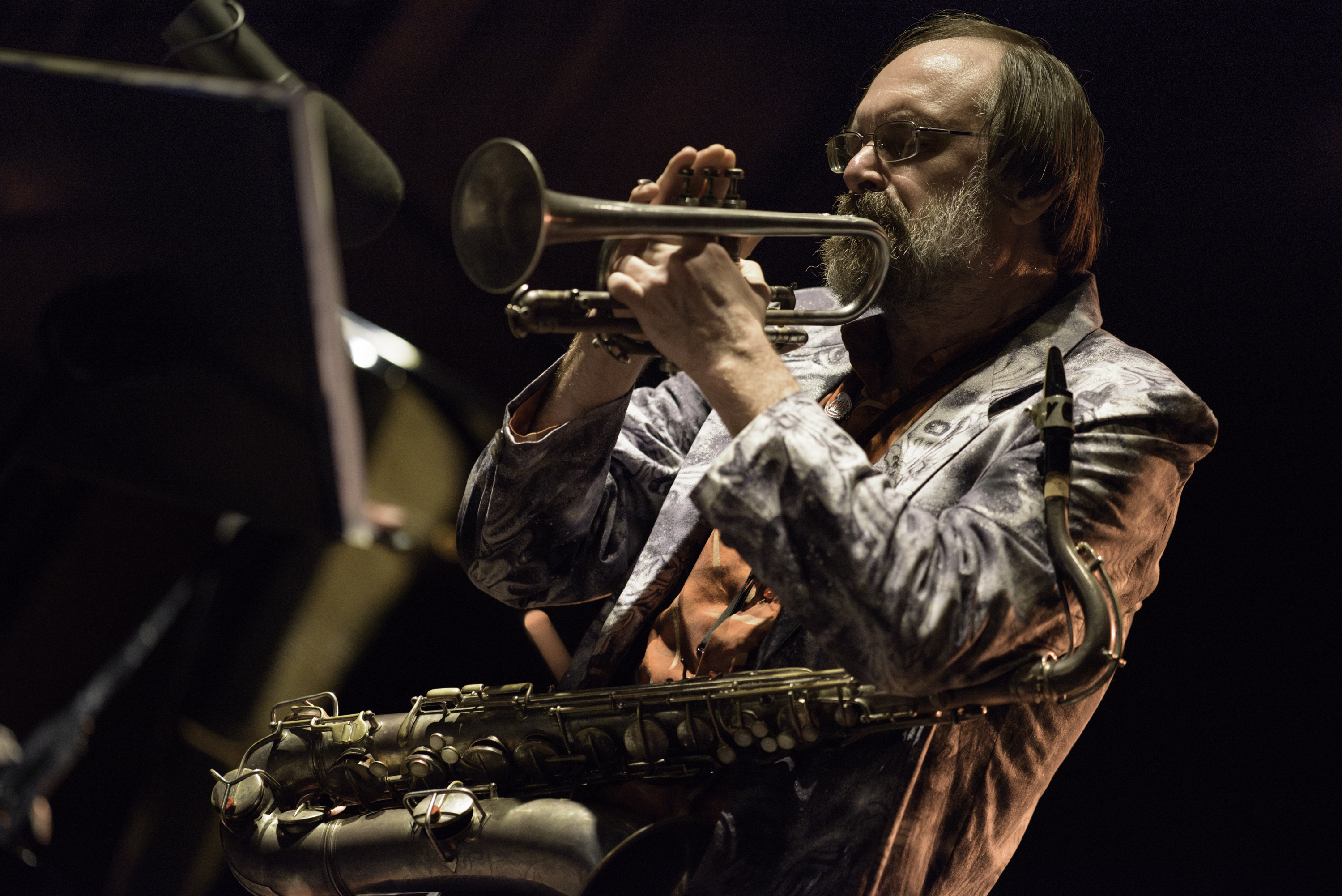
Scott Robinson, 2015

Scott Robinson (* 27. April 1959 in New Jersey) ist ein US-amerikanischer Jazzmusiker (Saxophone, Trompete, Klarinetten, Flöte).

## Leben und Wirken
Robinson, dessen Mutter Klavierlehrerin war, begann mit zehn Jahren, zunächst als Autodidakt, Altsaxophon zu spielen und erhielt während seiner Highschool-Zeit den Louis Armstrong Award und den Best Soloist Award der National Association of Jazz Educators. 1981 schloss er sein Studium am Berklee College of Music in Boston ab und wurde jüngstes Mitglied des Lehrkörpers in der Geschichte dieser Schule.
Nachdem er bis 1984 hier unterrichtet hatte, zog er nach New York, wo er mit Musikern wie Buck Clayton, Lionel Hampton und Paquito D’Rivera zusammenarbeitete. Daneben realisierte er Projekte mit der New York City Opera und wirkte an Filmmusiken mit. Er erhielt viermal ein Stipendium des National Endowment for the Arts. 
2001 bereiste er als Jazzbotschafter des U.S. State Department Westafrika. Robinson experimentiert mit seltenen Saxophonen wie dem Kontrabasssaxophon und dem C-Melody-Saxophon und weiteren Instrumenten. Er betreibt ein Tonstudio und -laboratorium in Teaneck/New Jersey, in dem u. a. Frank Kimbrough, Julian Thayer, Henry Grimes, Roscoe Mitchell und Marshall Allen aufgenommen haben.  Zu hören ist er auch auf Randy Sandkes New York-Tribut Uptown Lowdown: A Jazz Salute to the Big Apple (2000). Zu hören ist er auch auf Joe Daleys Album The Seven Deadly Sins (2010). 2011 wirkte er bei Ryan Truesdells Centennial – Newly Discovered Works of Gil Evans mit. Weiterhin ist er Mitglied der Maria Schneider Bigband (Data Lords 2020) und spielte u. a. mit Anthony Braxton, John Scofield und Bob Brookmeyer ebenso wie mit Ella Fitzgerald, Elton John und Sting. 2018 spielte er in Joe Daleys Tuba Trio (mit Warren Smith) und Ryan Keberles Formation Catharsis (The Hope I Hold).
2012 veröffentlichte er das Album Bronze Nemesis, das die Geschichten über Doc Savage reflektiert und in Kritiken von New York Times, Wall Street Journal und Down Beat gewürdigt wurde. Mit der Band, die dieses Album einspielte, trat er 2015 auf dem Newport Jazz Festival auf.

## Diskographische Hinweise
- Multiple Instruments mit Niels Lan Doky, Ira Coleman, Klaus Suonsaari, 1984
- Winds of Change mit Niels Lan Doky, Ira Coleman, Terri Lyne Carrington, Klaus Suonsaari, Roberto Sanabria, 1990
- Magic Eye mit Emil Viklický, František Uhlíř, Joseph Vejvoda, Julian Thayer, 1993
- Thinking Big mit Dan Barret, Bucky Pizzarelli, Pat O’Leary, Richard Wyands, Mark Shane, Klaus Suonsaari, 1997
- Melody from the Sky - Scott Robinson plays C Melody Saxophone mit Larry Ham, James Chirillo, Lee Hudson, Jon-Erik Kellso, Mark Shane, Greg Cohen, Marty Grosz, Klaus Suonsaari, Valerie Levy, Ming Yeh, Carol Brenner, Hong-Chi Chen, 2000
- Summertime - Scott Robinson and Emil Viklicky Trio mit Emil Viklicky, František Uhlír, Laco Tropp, 2004
- Jazz Ambassador - Scott Robinson Plays the Compositions of Louis Armstrong mit Larry Ham, Mark Shane, Mike LeDonne, Klaus Suonsaari, Pat O’Leary, 2004
- Forever Lasting - Scott Robinson Plays the Compositions of Thad Jones mit Mike Le Donne, Richard Wyands, Hank Jones, Pat O’Leary, Dennis Mackrel, Klaus Suonsaari, 2008
- Bronze Nemesis (Doc-Tone, 2012), mit Ted Rosenthal, Dennis Mackrel, Pat O’Leary, Randy Sandke
- Joseph Daley, Warren Smith, Scott Robinson: The Tuba Trio Chronicles (2015)
- Jack Mouse & Scott Robinson: Three Story Sandbox (2016)
- Jeff Cosgrove – Scott Robinson – Ken Filiano: Hunters & Scavengers (Grizzley Music, 2018)
- Tenormore (2019)
- Flow States (2020)
- East Axis: No Subject (2023), mit Matthew Shipp, Kevin Ray, Gerald Cleaver[2]
- Joseph Daley, Warren Smith, Scott Robinson: The Tuba Trio Chronicles Volume II (2024)